# Michael (Michael Jackson-album)
 For alternative betydninger, se Michael. (Se også artikler, som begynder med Michael)
Michael er et posthumt udgivet album bestående af tidligere uudgivet materiale af den amerikanske musiker Michael Jackson. Det blev udgivet den 10. december 2010 af Epic Records og Sony Music Entertainment. Michael var den første udgivelse af nyt Michael Jackson-materiale i ni år siden Invincible blev udgivet i 2001. Produktionen af albummet blev håndteret af flere producenter såsom Michael Jackson, Teddy Riley, Theron "Neff-U" Feemster, C. "Tricky" Stewart, Eddie Cascio m.fl. og indeholder gæsteoptrædener af Akon, 50 Cent og Lenny Kravitz. Michael er det syvende Michael Jackson-album udgivet af Sony og Motown / Universal efter Michael Jacksons død i juni 2009.
Der er udgivet fire singler med materiale fra albummet: "Hold My Hand", udgivet den 15. november 2010, der nåede nummer 39 på det amerikanske Billboards Hot 100 chart, "Hollywood Tonight", udgivet den 11. februar 2011, og "Behind the Mask" udgivet den 21. februar 2011. Musikvideoen til "Hold My Hand" blev instrueret af Mark Pellington, og havde verdenspremiere den 9. december 2010. Musikvideoen til "Hollywood Tonight" blev instrueret af Wayne Isham, som også instruerede videoen til Michael Jacksons "You Are Not Alone" i 1995, og den blev optaget på samme sted: Pantages Theatre nær det berømte hjørne af Hollywood og Vine. Videoen havde verdenspremiere den 10. marts 2011.

## Spor
| #   | Sangtitel                                                 | Sangskrivere                                               | Producer(e)                                              |      |
| --- | --------------------------------------------------------- | ---------------------------------------------------------- | -------------------------------------------------------- | ---- |
| 1.  | "Hold My Hand"                                            | Aliaune Thiam, Giorgio Tuinfort, Claude Kelly              | Akon, Giorgio Tuinfort, Michael Jackson*                 | 3:32 |
| 2.  | "Hollywood Tonight"                                       | Michael Jackson, Brad Buxer; Teddy Riley                   | Michael Jackson, Teddy Riley, Theron "Neff-U" Feemster * | 4:30 |
| 3.  | "Keep Your Head Up"                                       | Michael Jackson, Eddie Cascio, James Porte                 | Michael Jackson, Tricky Stewart, Angelikson              | 4:49 |
| 4.  | "(I Like) The Way You Love Me"                            | Michael Jackson                                            | Michael Jackson, Theron "Neff-U" Feemster                | 4:33 |
| 5.  | "Monster" (featuring 50 Cent)                             | Michael Jackson, Eddie Cascio, James Porte; Curtis Jackson | Michael Jackson, Teddy Riley, Angelikson                 | 5:04 |
| 6.  | "Best of Joy"                                             | Michael Jackson                                            | Michael Jackson, Theron "Neff-U" Feemster, Brad Buxer*   | 3:02 |
| 7.  | "Breaking News"                                           | Michael Jackson, Eddie Cascio, James Porte                 | Michael Jackson, Teddy Riley, Angelikson                 | 4:14 |
| 8.  | "(I Can't Make It) Another Day" (featuring Lenny Kravitz) | Lenny Kravitz                                              | Lenny Kravitz, Michael Jackson*                          | 3:54 |
| 9.  | "Behind the Mask"                                         | Michael Jackson, Chris Mosdell, Ryuichi Sakamoto           | Michael Jackson, John McClain                            | 5:01 |
| 10. | "Much Too Soon"                                           | Michael Jackson                                            | Michael Jackson, John McClain                            | 2:48 |